# アルマ・クルーガー
アルマ・クルーガー（Alma Kruger、1868年9月13日または1871年 - 1960年4月5日）は、アメリカ合衆国の女優。

## 出演作品
- パリのスキャンダル
- 恋愛聴診器
- 桃色の旅行鞄
- そよ風の町
- 貴方なしでは
- マリー・アントアネットの生涯
- オーケストラの少女
- クレイグの妻
- この三人